# 菲利普·普图

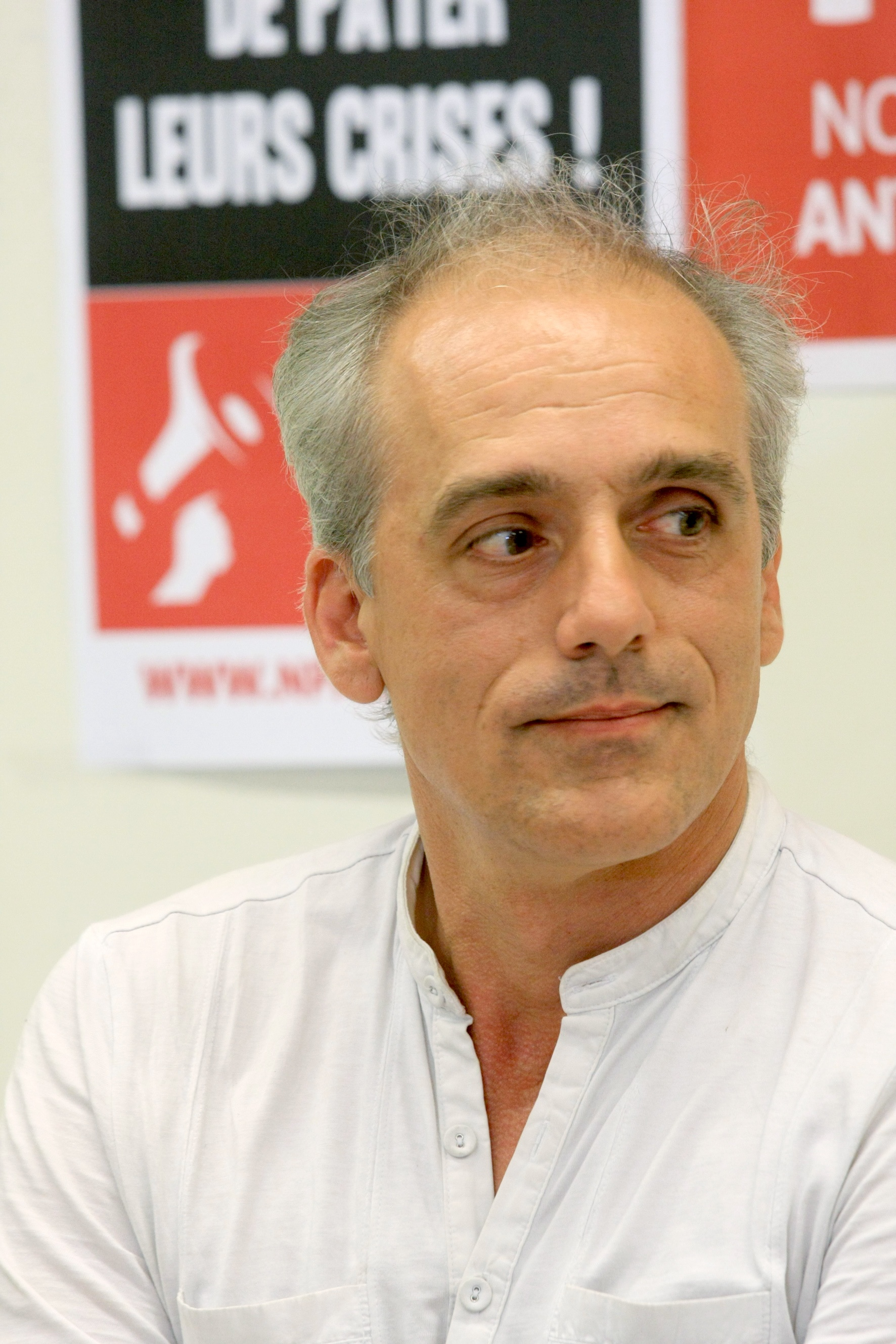
2011年6月的菲利佩·普图

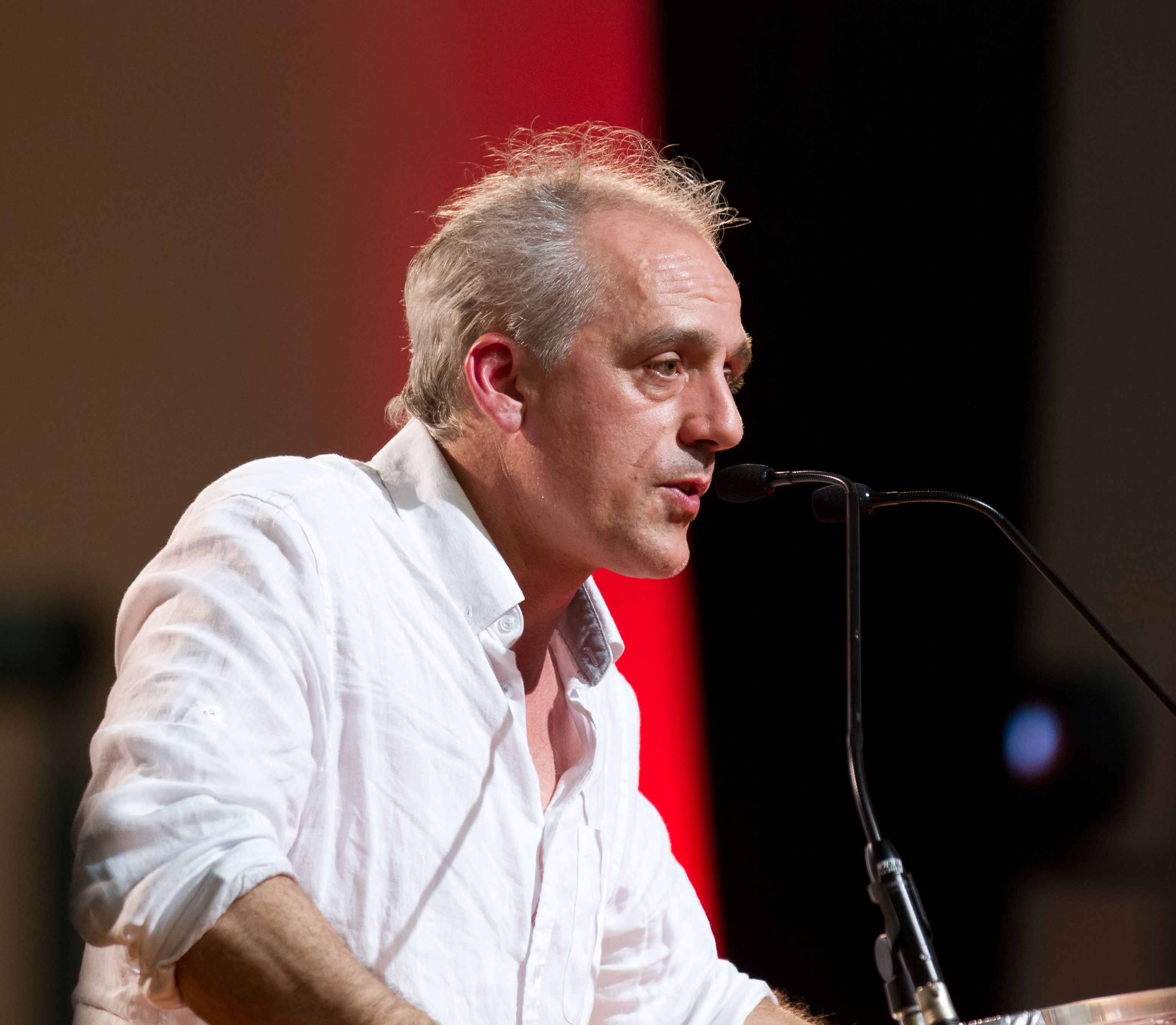
2012年4月，菲利佩·普图在图卢兹

菲利普·普图（法語發音：[filip putu]；1967年3月14日—）是一名法国左翼政治人物、工会活动家、汽车工厂工人，出生于塞纳-圣但尼省维勒蒙布勒。他先后加入工人斗争、工人之声、革命共产主义联盟和新反资本主义党。他作为新反资本主义党的候选人于2012年、2017年和2022年三度参与竞选法国总统。
2021年10月，菲利普·普图参加了于2021年10月6日至10日在法国举办的非洲-法国反峰会。